# Urosticte
Az Urosticte  a madarak osztályának sarlósfecske-alakúak (Apodiformes)  rendjébe és a kolibrifélék (Trochilidae) családjába tartozó nem.

## Rendszerezésük
A nemet John Gould angol ornitológus írta le 1853-ban, az alábbi fajok tartoznak ide:
- Urosticte benjamini
- Urosticte ruficrissa[1] vagy  Urosticte benjamini ruficrissa[2]